# Without You (píseň, David Guetta)
Without You je píseň od  DJ Davida Guetty, ve spolupráci s americkým zpěvákem Usherem. Byla vydána jako třetí singl z páteho  studiového alba, Nothing but the Beat. Píseň vyšla 27. září 2011 . Píseň se dostala na 4. místo v seznamu  Billboard Hot 100. V listopadu 2013 se prodalo přes 2,684,000 kopií v USA.

## Pozadí
V písni účinkuje  R&B zpěvák Usher, který řekl Billboard magazínu, že projekt byl „možná největší píseň, kterou jsem v životě udělal.“ Guetta řekl, „Byli jsme ve vyjednávání. Usher říkal: Mohli bychom dát tuhle píseň na moje nové album. Řekl jsem: Ne, nemůžu ti dát tu písníčku. Po chvíli mi volal a dohodli jsme se.“ 
Guetta řekl pro  MTV News, proč si vybral Ushera, aby spolupracoval na teto písni. Je  naprosto emotivní, řekl. Některé části jsou jako balady, a poté začne taneční častí. bylo to pro něj ideální, protože je známý díky tomu, že zpívá baladové  písníčky. Navíc je to úžasný tanečník, tak jsem se cítil, že to je to, cojsem potřeboval. Usher řekl pro MTV News: Myslím, že svět chce takový styl muziky. Když jsem cestoval, muzika je různorodá, je tu R&B, pop, house, rock a mnoho dalších. 

## Původ
Without You napsal Taio Cruz, Usher Raymond, Rico Love, David Guetta, Giorgio Tuinfort a Frédéric Riesterer, a produkoval Guetta, Tuinfort a Riesterer. Význam textu je život bez toho, kdo pro váš znamená vše. Strukturálně, píseň připomíná píseň  Ray of Light od Madonny. Píseň je v tónině D-dur a prvky pop, dance a R&B vokály se pohybují od E3 do A5.

## Videoklip
Videoklip byl natočen ke konci července 2011 na pláži v Portugalsku.  videoklip byl vydán dne 14. října 2011. Video ukazuje různá místa v Thajsku, Usa, Brazílie a Jižní Afriky. Kontinentální drift začne pohybovat kontinenty, a nakonec se všechny kontinenty srazí a na místě začne party.

## Remixy
- Extended
- Nicky Romero Remix
- R3hab Remix
- Armin van Buuren Remix
- Instrumental
- Style of Eye Remix
- Andry J Remix
- Mandi Seeking Remix